# Прибутковий будинок Ратнера
Прибутковий будинок Ратнера, також відомі як будинок Рокко — об'єкт культурної спадщини міста Одеси (охоронний номер 777-Од).

## Опис
Двоповерховий будинок з напівпідвалом та горищем. У дерев'яній антресолі над брамою розташована кімната двірника. У дворі будинку збереглася металеві сходи, що ведуть на дах.

## Історія
Роки спорудження будинку і флігеля невідомі. Смальтове панно у вестибюлі фасадного будинку виконано у стилі модерну і можливо, що будинок зведений на початку ХХ ст. Над центральним вікном другого поверху розташована літера «R», що може вказувати на прізвище одного з власників — Ратнера. В офіційному списку пам'яток архітектури за адресою Садова 18 вказано прибутковий будинок Ратнера, він же — будинок Рокко. Однак Рокку належав сусідній будинок № 20, який у часи свого спорудження носив № 18. У 1898 році ділянка належала Д. Ратнеру, її площа складала 460 кв. саж. Між 1902 та 1904 роками ділянку придбав Ліба Ісидорович Шпунт, який у 1914 році все ще залишався її власником. Л. І. Шпунт проживав у одній з квартир даного будинку. За радянських часів квартири будинку і флігеля перетворили у комуни. У 2010-х роках у будинку влаштували офісні приміщення.
У 1913 році у спорудах ділянки розміщувались: Одеський літературно-артистичний клуб, буфет Одеського літературно-артистичного клубу, машинописне бюро Вольфа Ізраільовича Ширмана, технічна контора Руд. Рікеля, Іоанна Штоля та Миколи Незнаєва, модна майстерня Шейни-Енти Мойшевни Бєлоголової, чоловіча перукарня Леона Штерна, шевська майстерня Файвеля Шлапакова, магазин капелюхів Арт. Ікономіді, магазин капелюхів Д. Шварцберга.
У тому же році у спорудах ділянки проживали: Бєлоголова—Брук, Шейна-Ента Мойшевна Бєлоголова, Гіненд. Майзліш, поручик Віктор Йосипович Місюревич, Соломон Аронович Пайвель, власниця салону дамських капелюхів Соколова, Вольф Ізраільович Ширман, Ліба Ісидорович Шпунт.

## Архітектура
Головний будинок двоповерховий з напівпідвалом і горищем, композиція головного фасаду є центральною. Будинок є багато декорованим, оздоблення є важким. Перший поверх декорований грубим рустом у стилі характерному для північної Європи, вікна другого поверху розташовані у масивних порталах. У центральній кріповці на другому поверсі влаштовані аркові двері балкону над якими у картуші розташована літера «R». Над аркою проїзду влаштований блок службових приміщень з низькими стелями. Кімната безпосередньо над аркою призначалася для двірника і з вулиці прикрашена дерев'яними панелями. На дворовому фасаді влаштовані пожежні сходи. Вестибюль під'їзду прикрашений живоносним панно у стилі модерну на смальтовій мозаїці, під'їзд просторий і багато оздоблений. На першому поверсі розташовано дві квартири, а на другому лице одна.
У центрі ділянки між головним будинком та флігелями був розбитий палісадник. У задній частині ділянки розташований триповерховий з підвалом флігель, який повністю виконаний з червоної цегли з декором традиційному для північної Європи. У флігелі влаштований проїзд до другого (господарчого) подвір'я. Сходова клітка розташована у закругленому подвір'ї і освітлюється вузькими вікнами, розмір яких не є достатнім для доброї інсоляції. Сходинки виконані з мармуру.
Уздовж північного краю подвір'я розташований простий двоповерховий флігель.

## Галерея

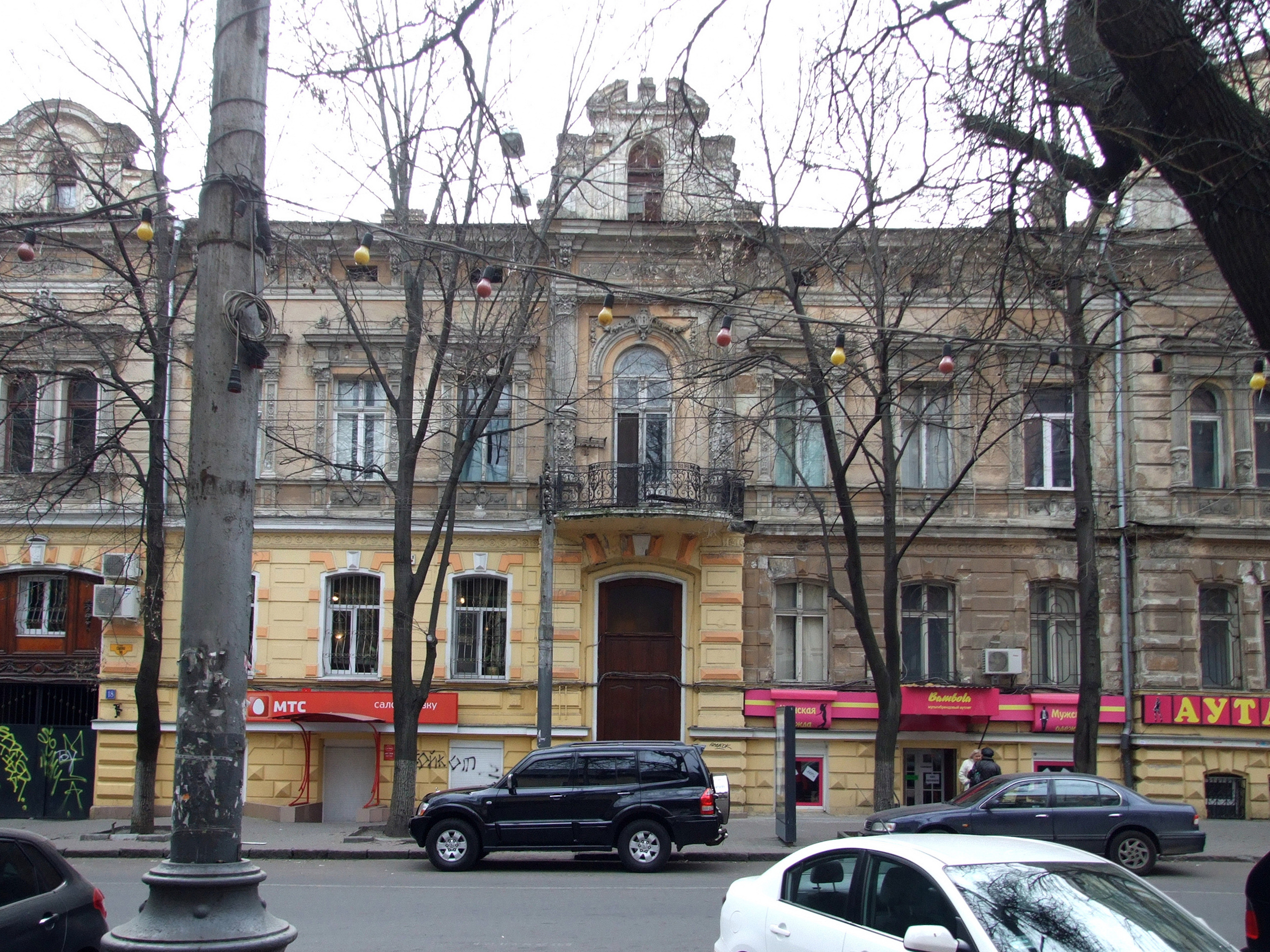
Головний будинок
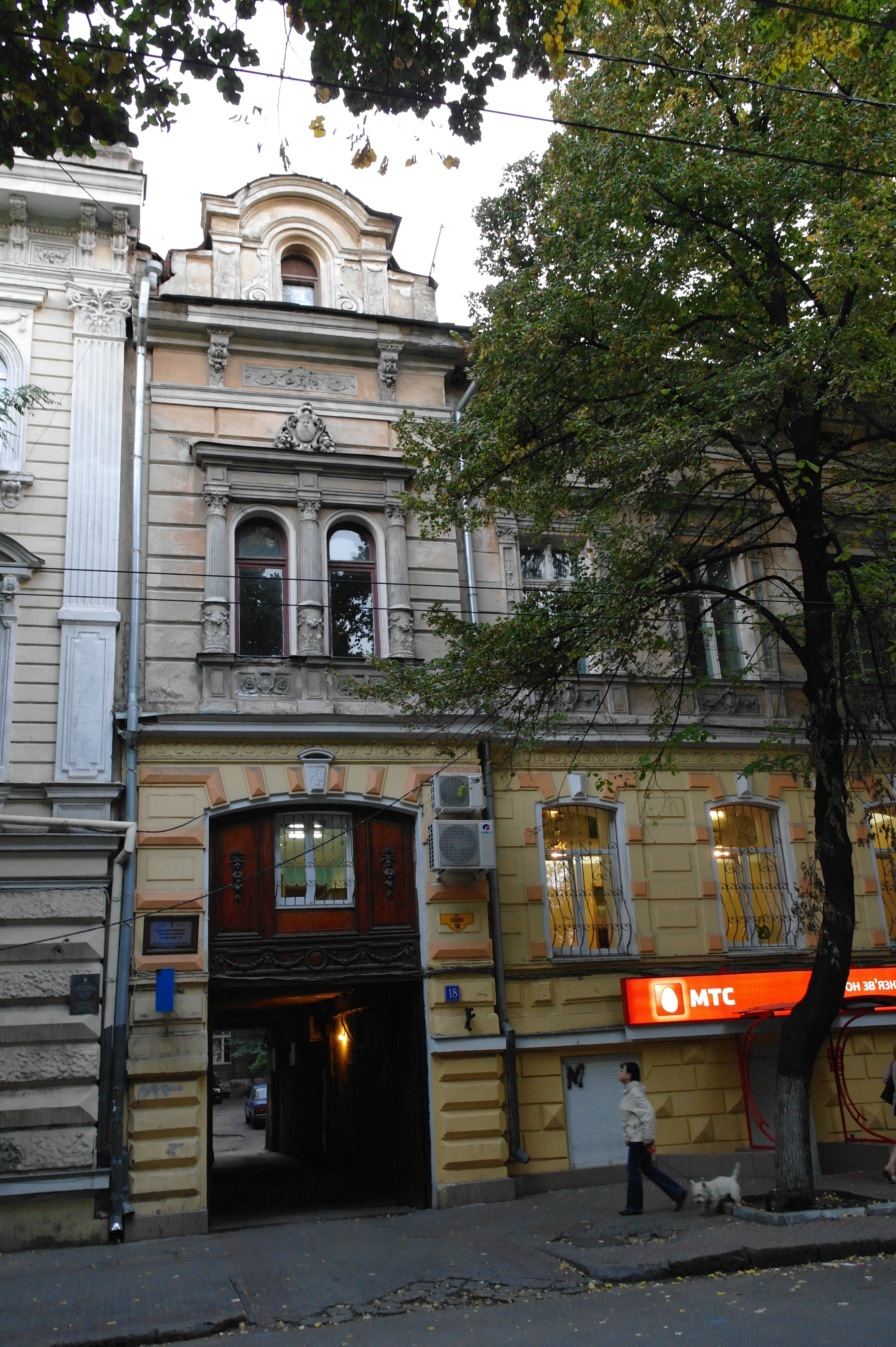
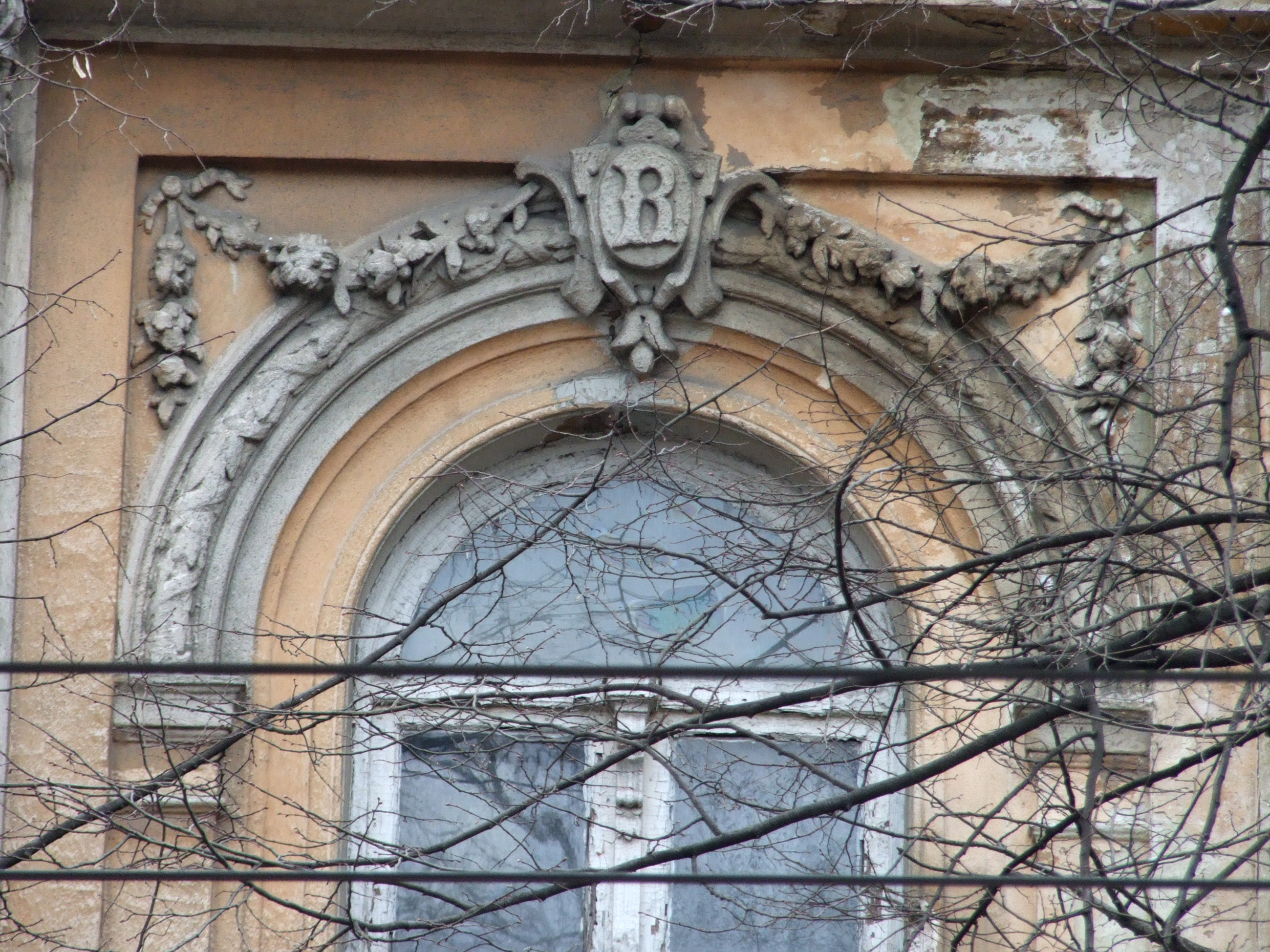
літера "R" над вікном (імовірно Ratner)
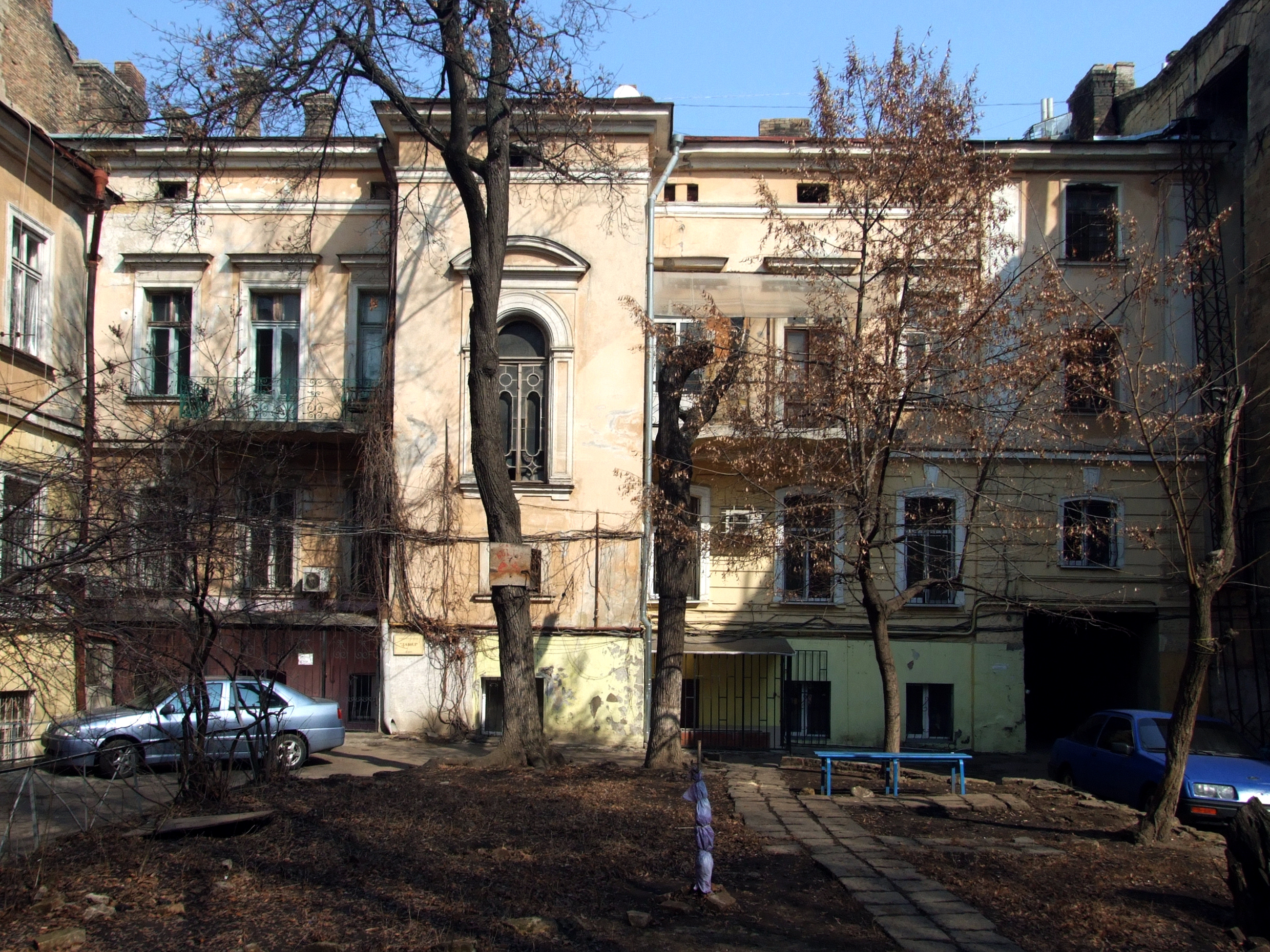
Задній фасад
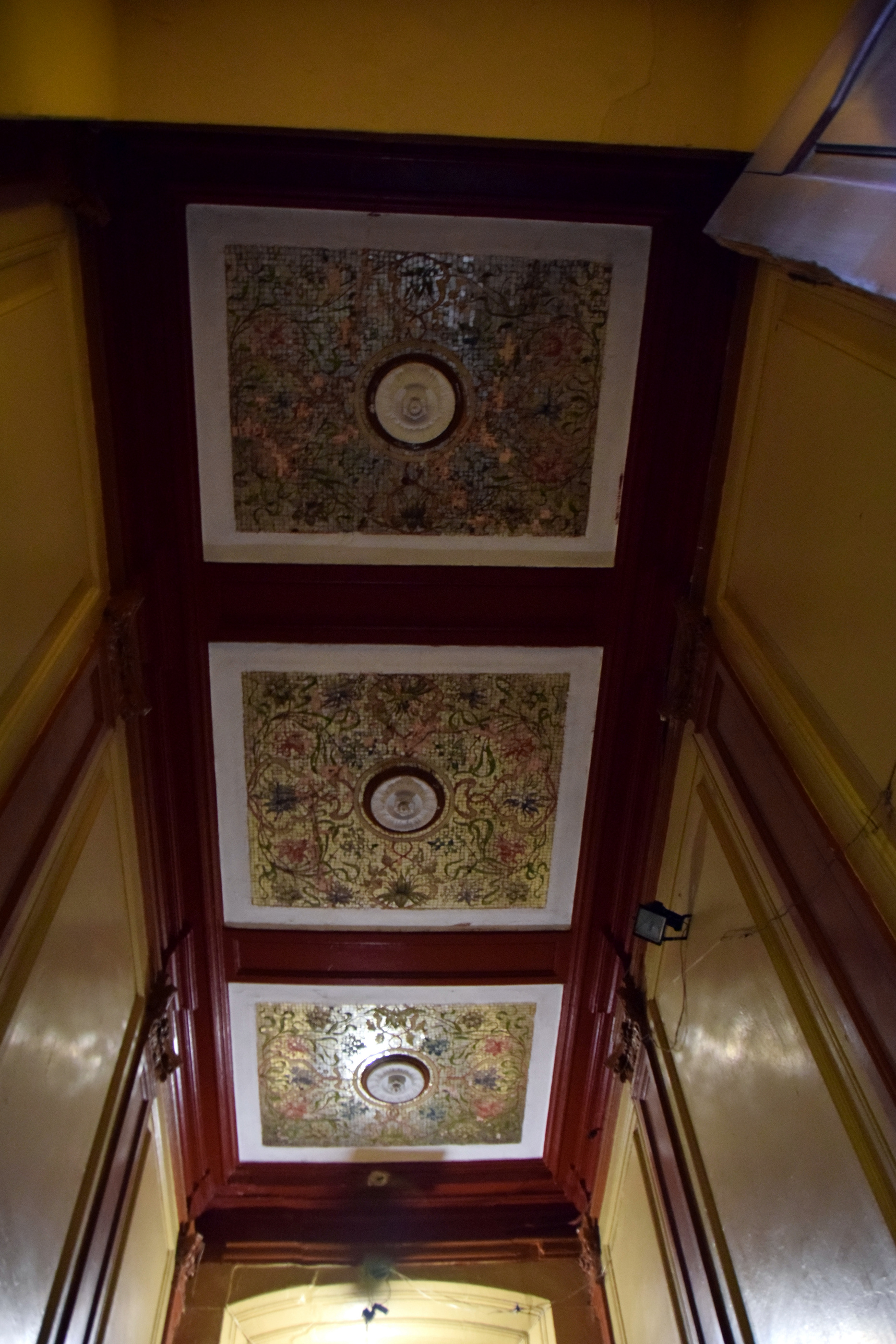
Смальтова стеля вестибюля
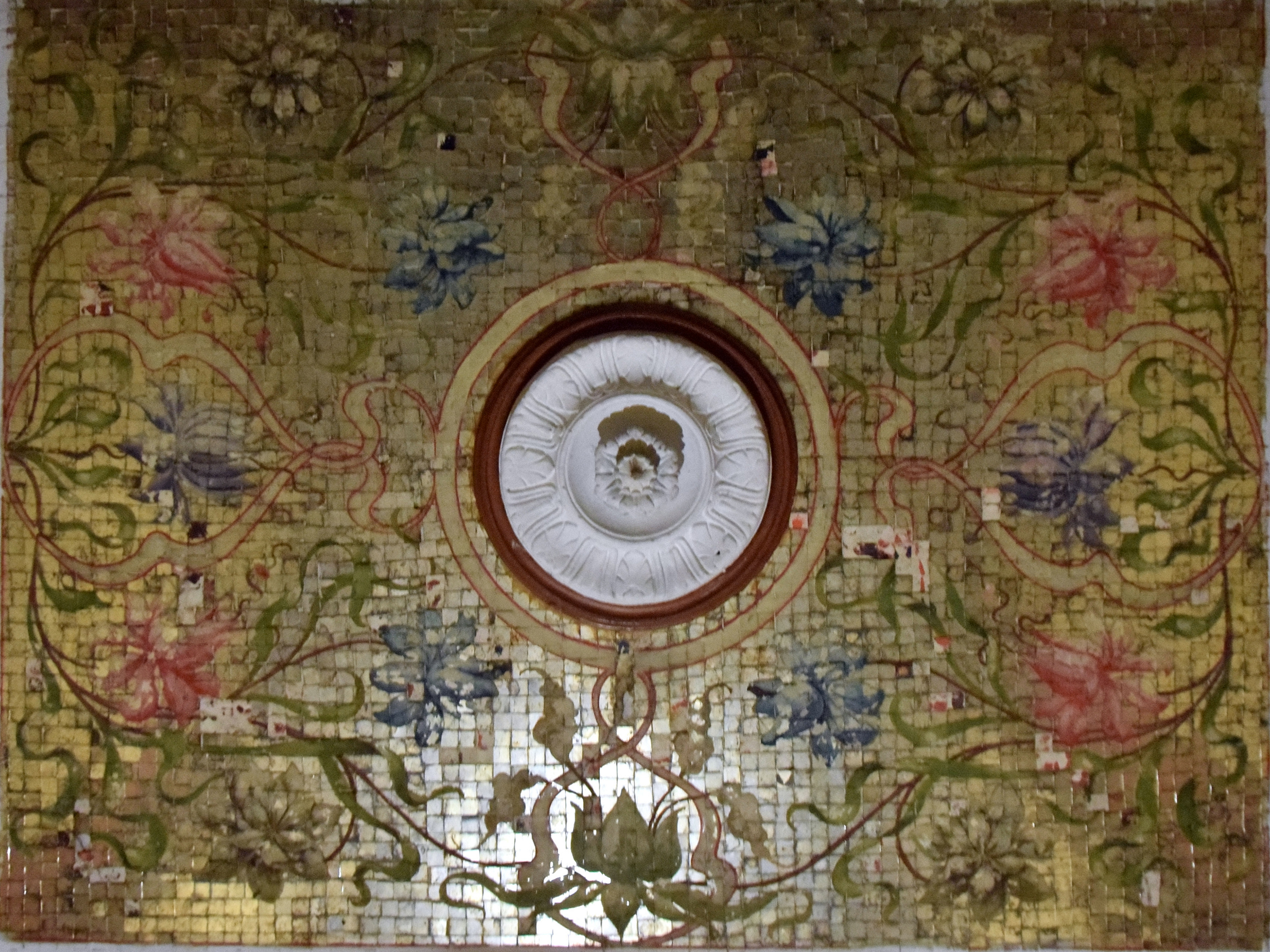
Смальтова стеля вестибюля. Фрагмент.
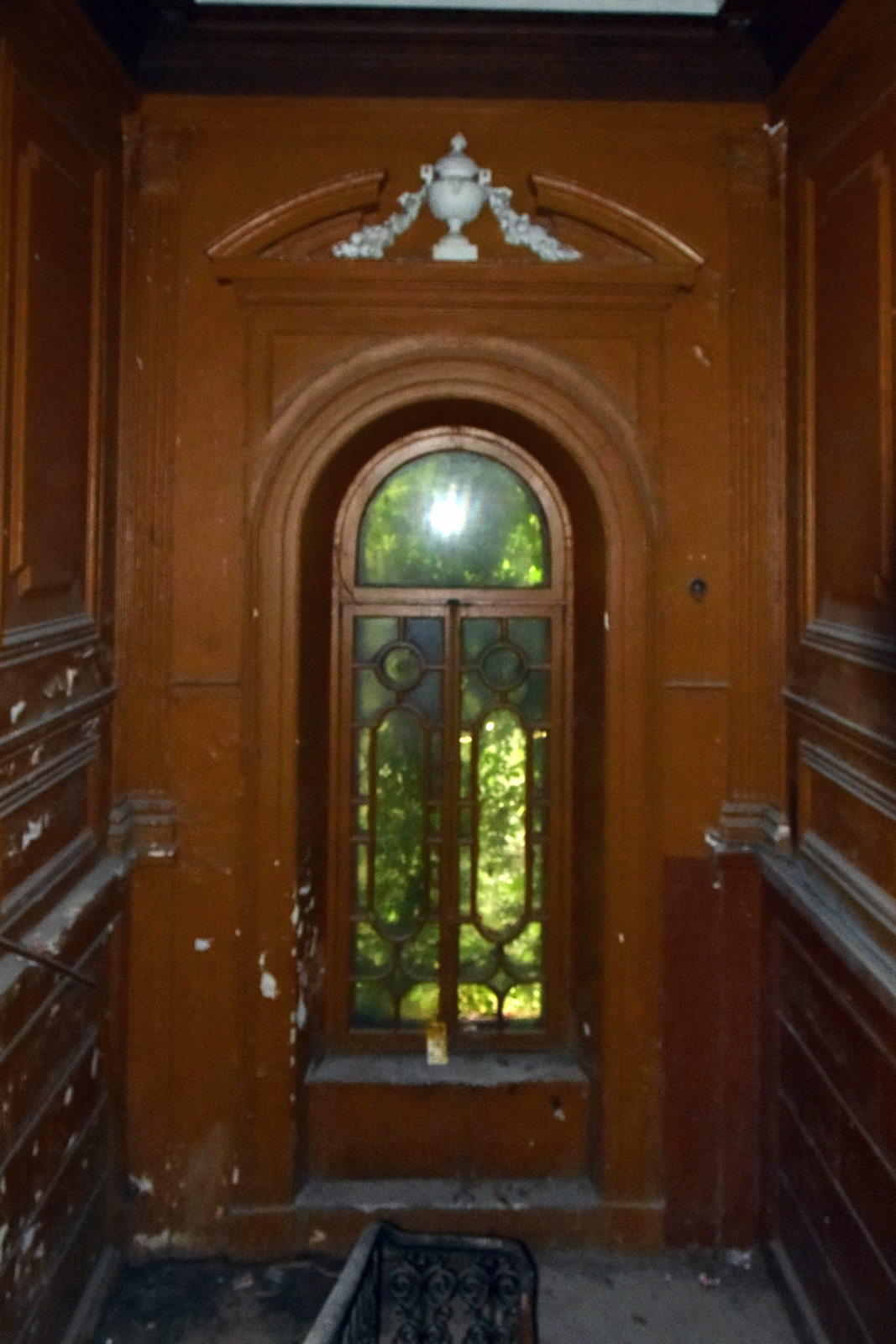
Парадна сходова клітка
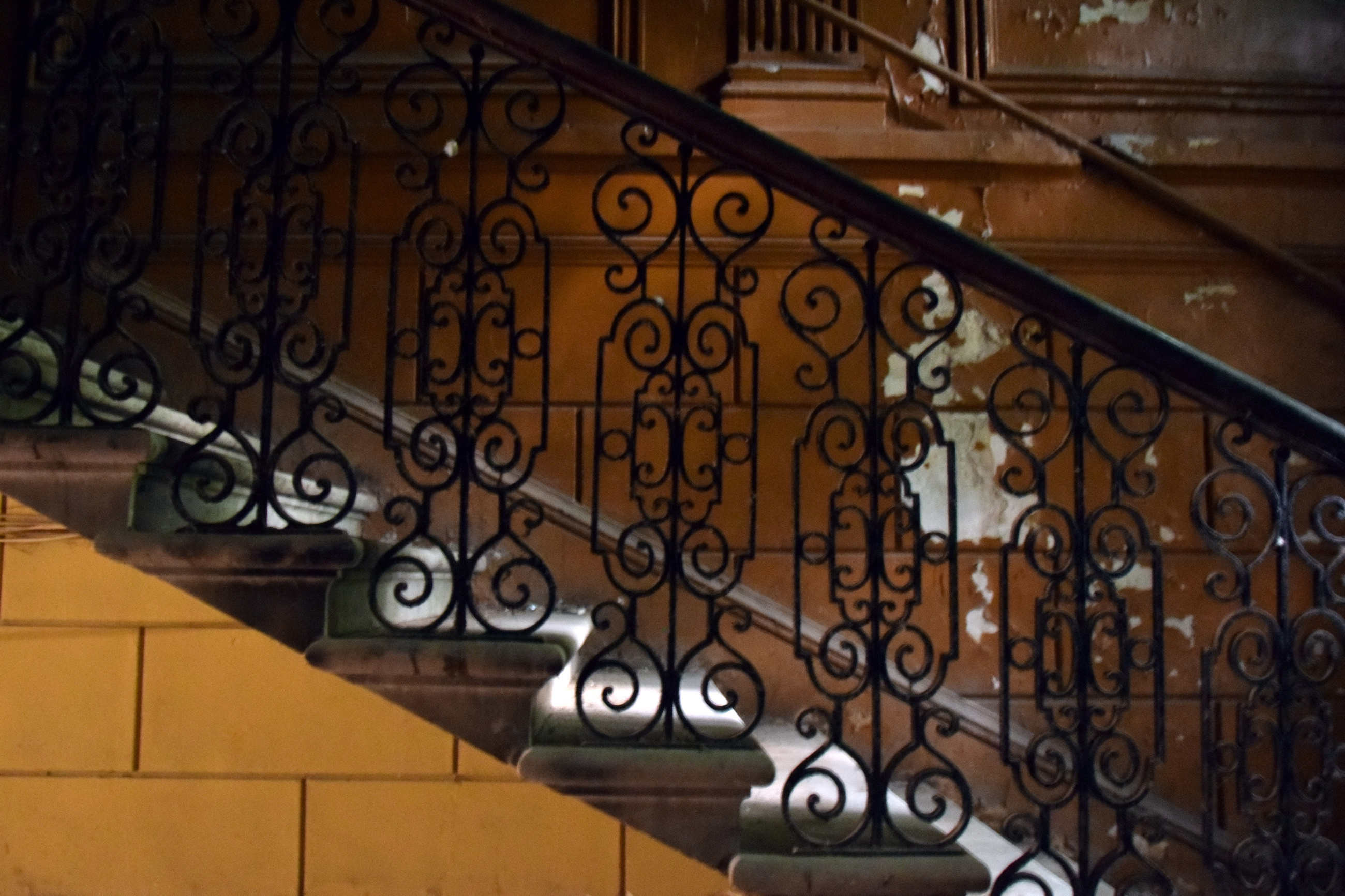
Огорожа сходів парадної сходової клітки
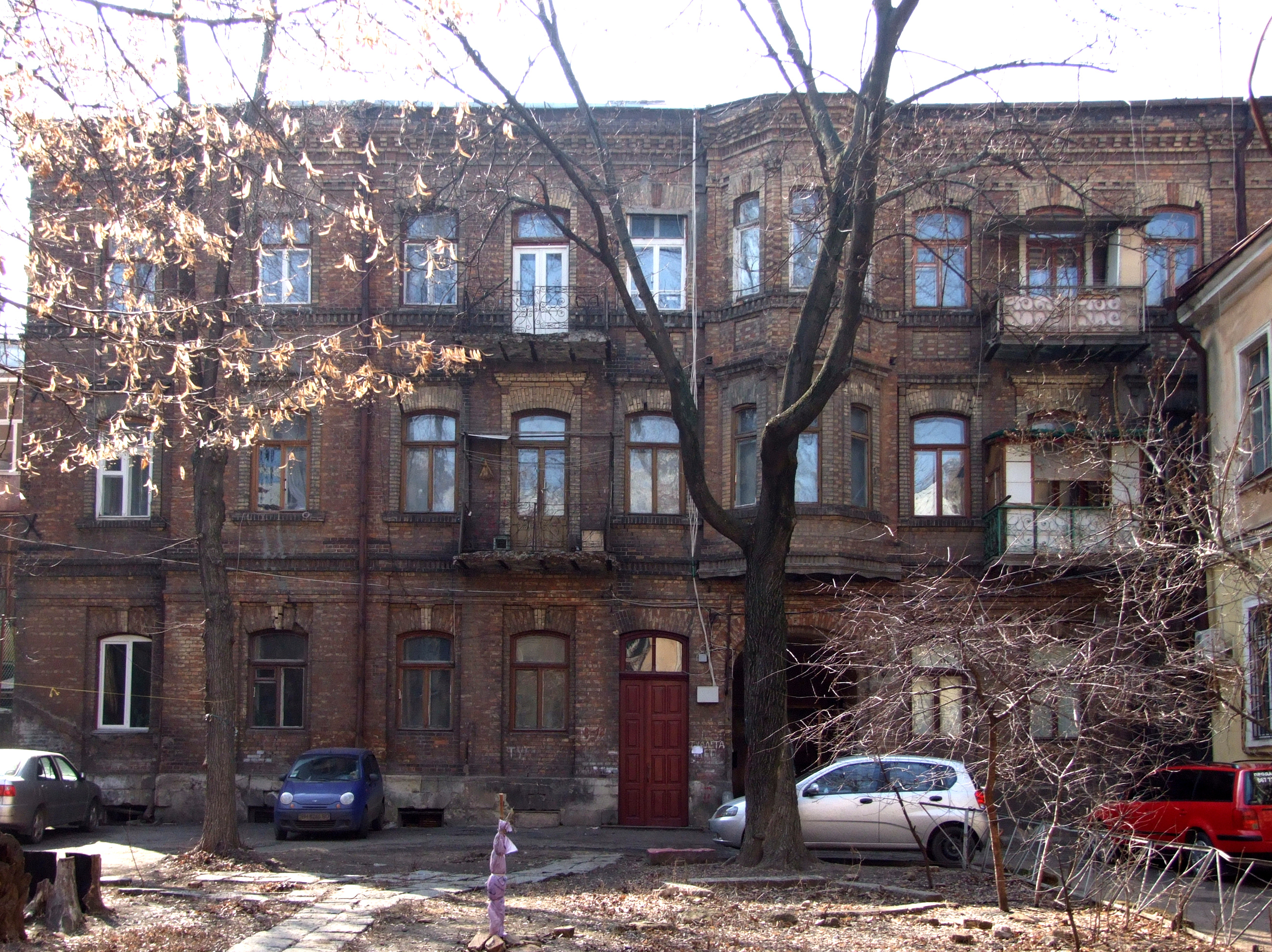
Дворовий флігель
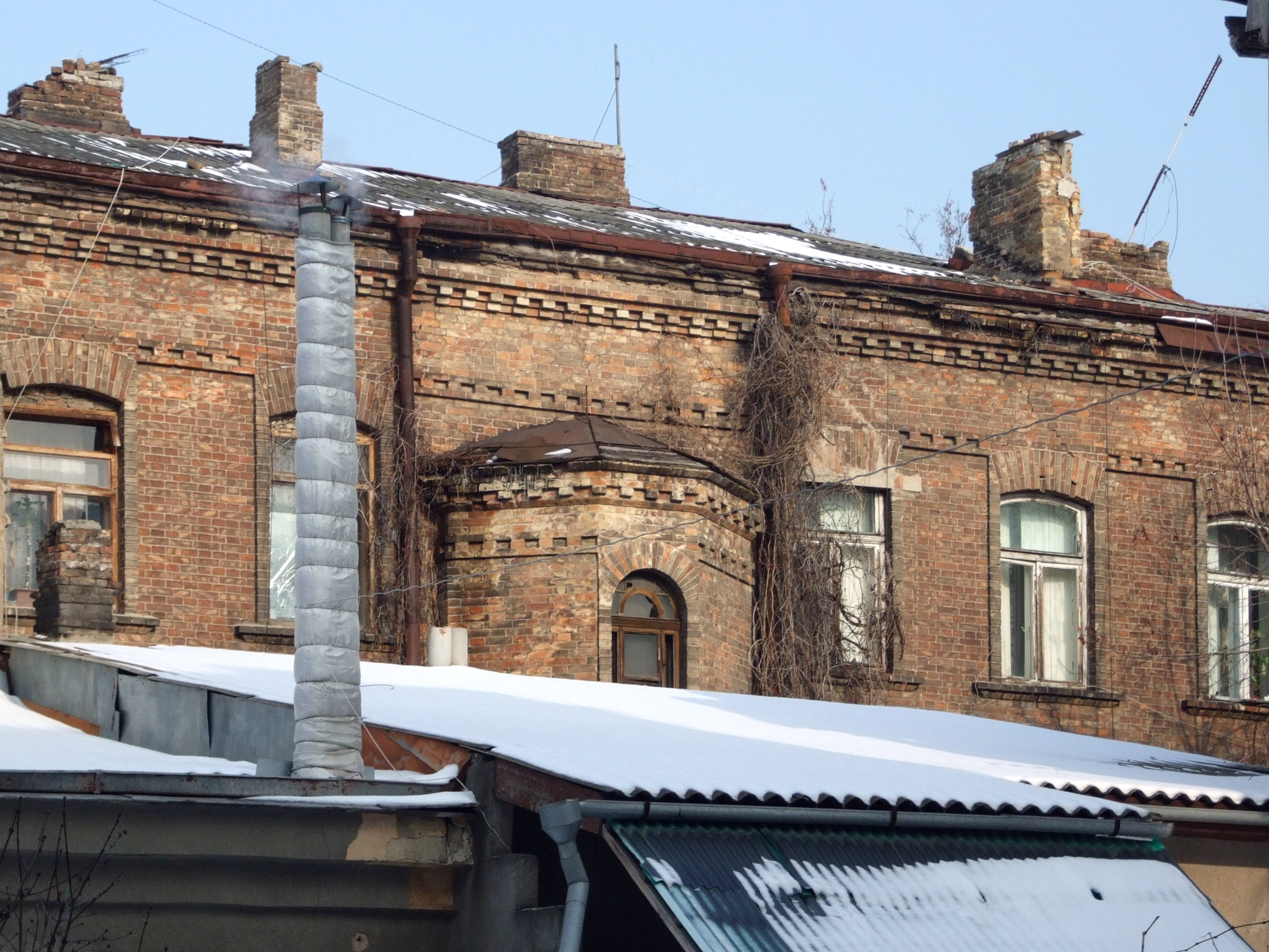
Задній фасад дворового флігелю
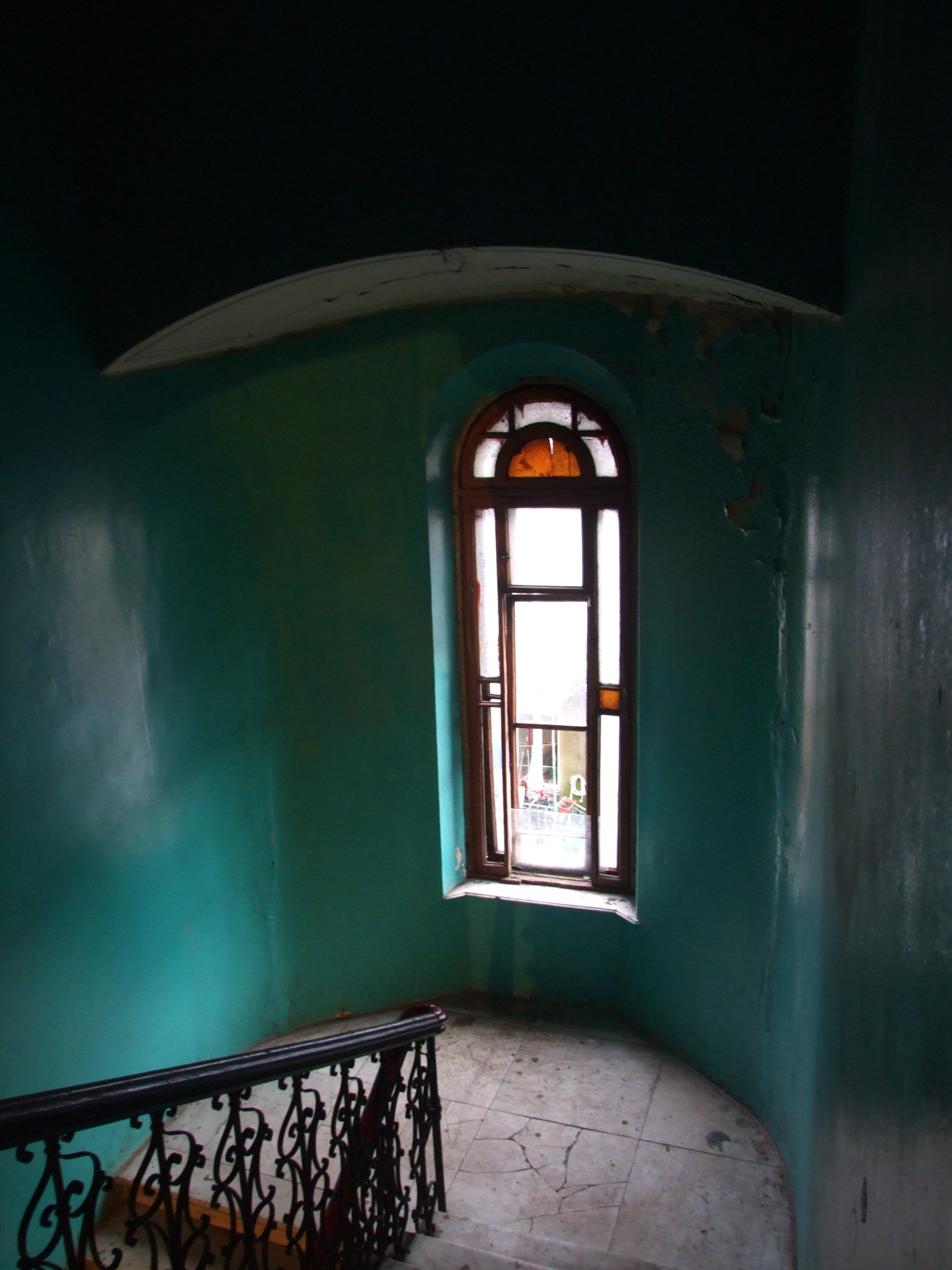
Парадна сходова клітка флігелю
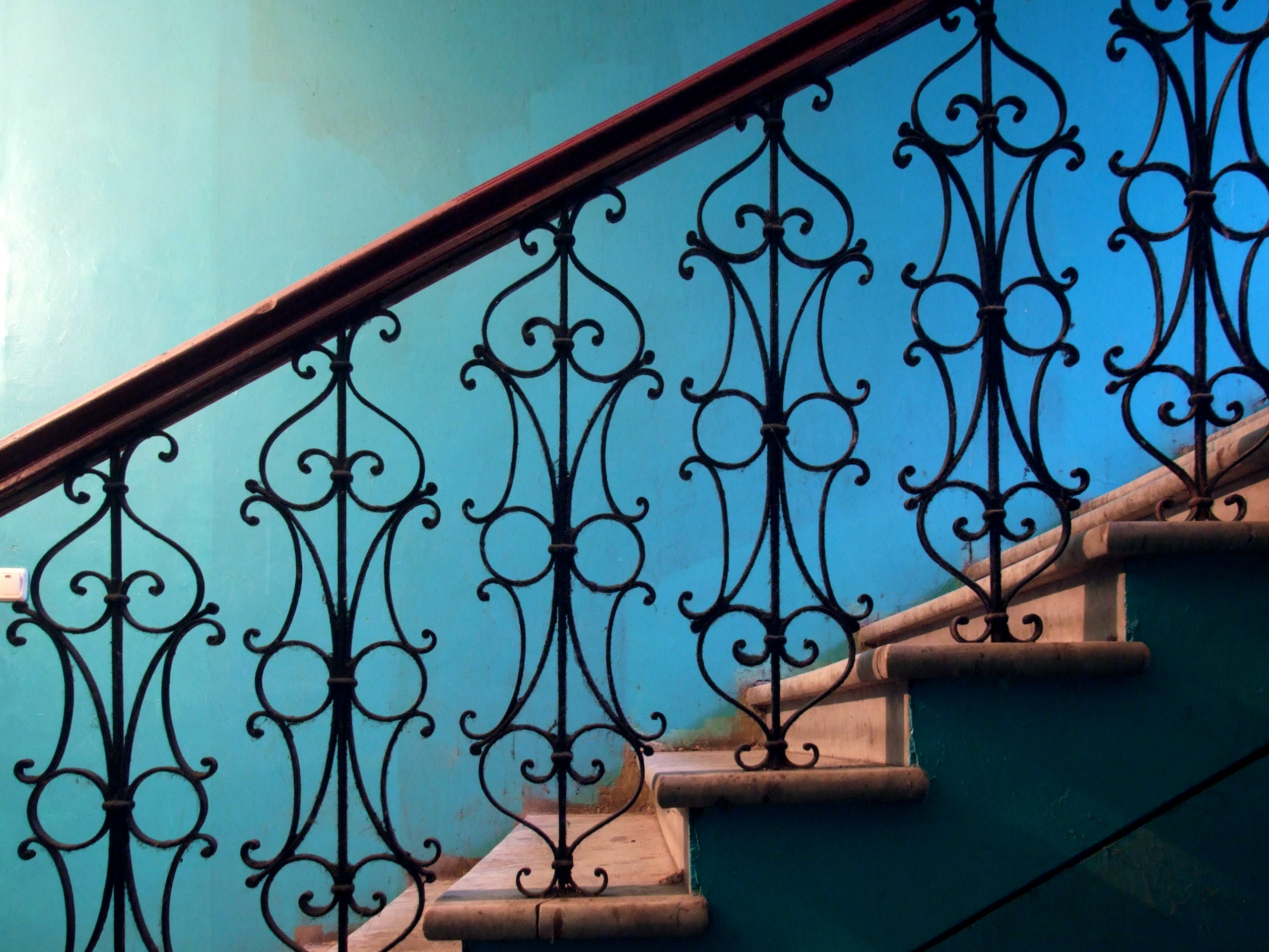
Огорожа сходів флігелю